# کریستوفر تریمل
کریستوفر تریمل (متولد ۲۴ فوریه ۱۹۸۷) یک بازیکن فوتبال حرفه‌ای از اتریش است که در حال حاضر برای یونیون برلین در رده باشگاهی بازی می‌کند.

## عملکرد باشگاهی
تریمل در اوبرپولندورف متولد شد و کار خود را در باشگاه محلی USC Mannersdorf آغاز کرد. سپس به باشگاه ASK Horitschon رفت و در آنجا دو فصل بازی کرد تا اینکه توسط راپید وین کشف شد.
تریمل در سال ۲۰۰۸ با راپید قرارداد بست و در ابتدا برای تیم آماتور این باشگاه بازی می‌کرد، اما به سرعت موفق شد در ترکیب تیم اصلی جایگاهی کسب کند. در ۲ اوت ۲۰۰۹، او در بازی ششم لیگ اتریش در پیروزی ۵-۱ تیمش مقابل کرنتن فقط در شش دقیقه هت-تریک کرد.
در فوریه ۲۰۱۴، تریمل برای فصل جدید با یونیون برلین قرارداد امضا کرد. در ماه مه ۲۰۱۷، او قرارداد خود را تا سال ۲۰۱۹ تمدید کرد.

## عملکرد ملی
در ۵ اوت ۲۰۰۹، اعلام شد که تریمل برای بازی دوستانه آینده مقابل کامرون در ترکیب اتریش خواهد بود. پس از ۹ سال وقفه بار دیگر و از سال ۲۰۱۹، هفت بار به نمایندگی کشورش در سطح بازی کردهاست.

## آمار عملکرد
تا تاریخ ۱۲ مارس ۲۰۲۰
| باشگاه       | فصل          | لیگ             | لیگ    | لیگ  | جام داخلی | جام داخلی | سایر رقابت‌ها | سایر رقابت‌ها | مجموع  | مجموع |
| باشگاه       | فصل          | دسته            | بازی‌ها | گل‌ها | بازی‌ها    | گل‌ها      | بازی‌ها       | گل‌ها         | بازی‌ها | گل‌ها  |
| ------------ | ------------ | --------------- | ------ | ---- | --------- | --------- | ------------ | ------------ | ------ | ----- |
| راپید وین    | ۰۹–۲۰۰۸      | بوندسلیگا اتریش | ۵      | ۰    | ۰         | ۰         | ۰            | ۰            | ۵      | ۰     |
| راپید وین    | ۱۰–۲۰۰۹      | بوندسلیگا اتریش | ۲۳     | ۵    | ۲         | ۱         | ۰            | ۰            | ۲۵     | ۶     |
| راپید وین    | ۱۱–۲۰۱۰      | بوندسلیگا اتریش | ۲۸     | ۱    | ۴         | ۰         | ۰            | ۰            | ۳۲     | ۱     |
| راپید وین    | ۱۲–۲۰۱۱      | بوندسلیگا اتریش | ۲۷     | ۴    | ۱         | ۰         | ۰            | ۰            | ۲۸     | ۴     |
| راپید وین    | ۱۳–۲۰۱۲      | بوندسلیگا اتریش | ۳۱     | ۴    | ۴         | ۰         | ۰            | ۰            | ۳۵     | ۴     |
| راپید وین    | ۱۴–۲۰۱۳      | بوندسلیگا اتریش | ۳۴     | ۴    | ۱         | ۰         | ۰            | ۰            | ۳۵     | ۴     |
| راپید وین    | مجموع        | مجموع           | ۱۴۸    | ۱۸   | ۱۲        | ۱         | ۰            | ۰            | ۱۶۰    | ۱۹    |
| یونیون برلین | ۱۵–۲۰۱۴      | بوندسلیگا .۲    | ۲۹     | ۰    | ۱         | ۰         | ۰            | ۰            | ۳۰     | ۰     |
| یونیون برلین | ۱۶–۲۰۱۵      | بوندسلیگا .۲    | ۲۶     | ۱    | ۱         | ۰         | ۰            | ۰            | ۲۷     | ۱     |
| یونیون برلین | ۱۷–۲۰۱۶      | بوندسلیگا .۲    | ۳۳     | ۰    | ۲         | ۰         | ۰            | ۰            | ۳۵     | ۰     |
| یونیون برلین | ۱۸–۲۰۱۷      | بوندسلیگا .۲    | ۳۲     | ۱    | ۲         | ۰         | ۰            | ۰            | ۳۴     | ۱     |
| یونیون برلین | ۱۹–۲۰۱۸      | بوندسلیگا .۲    | ۳۲     | ۰    | ۲         | ۰         | ۱            | ۰            | ۳۵     | ۰     |
| یونیون برلین | ۲۰–۲۰۱۹      | بوندسلیگا       | ۲۳     | ۰    | ۳         | ۰         | ۰            | ۰            | ۲۶     | ۰     |
| یونیون برلین | مجموع        | مجموع           | ۱۷۵    | ۲    | ۱۱        | ۰         | ۱            | ۰            | ۱۸۷    | ۲     |
| مجموع عملکرد | مجموع عملکرد | مجموع عملکرد    | ۳۲۳    | ۲۰   | ۲۳        | ۱         | ۱            | ۰            | ۳۴۷    | ۲۱    |

1. ↑  حضور در بازی(های) پلی آف سقوط بوندسلیگا